# Lijst van voetbalinterlands België - Duitsland
Deze lijst van voetbalinterlands is een overzicht van alle officiële voetbalwedstrijden tussen de nationale teams van België en Duitsland. De buurlanden hebben tot op heden 26 keer tegen elkaar gespeeld. De eerste wedstrijd, een vriendschappelijk duel, was op 16 mei 1910 in Duisburg. Het laatste duel, vriendschappelijke wedstrijd, vond plaats op 28 maart 2023 in Keulen.

## Wedstrijden
| №  | Plaats     | Datum             | Competitie           | Wedstrijd               | Uitslag |
| -- | ---------- | ----------------- | -------------------- | ----------------------- | ------- |
| 1  | Duisburg   | 16 mei 1910       | Vriendschappelijk    | Duitsland − België      | 0 − 3   |
| 2  | Luik       | 23 april 1911     | Vriendschappelijk    | België − Duitsland      | 2 − 1   |
| 3  | Antwerpen  | 23 november 1913  | Vriendschappelijk    | België − Duitsland      | 6 − 2   |
| 4  | Duisburg   | 22 oktober 1933   | Vriendschappelijk    | Duitsland − België      | 8 − 1   |
| 5  | Florence   | 27 mei 1934       | WK 1934              | Duitsland − België      | 5 − 2   |
| 6  | Brussel    | 28 april 1935     | Vriendschappelijk    | België − Duitsland      | 1 − 6   |
| 7  | Hannover   | 25 april 1937     | Vriendschappelijk    | Duitsland − België      | 1 − 0   |
| 8  | Brussel    | 29 januari 1939   | Vriendschappelijk    | België − Duitsland      | 1 − 4   |
| 9  | Brussel    | 26 september 1954 | Vriendschappelijk    | België − West-Duitsland | 2 − 0   |
| 10 | Keulen     | 23 december 1956  | Vriendschappelijk    | West-Duitsland − België | 4 − 1   |
| 11 | Brussel    | 2 maart 1958      | Vriendschappelijk    | België − West-Duitsland | 0 − 2   |
| 12 | Frankfurt  | 8 maart 1961      | Vriendschappelijk    | West-Duitsland − België | 1 − 0   |
| 13 | Brussel    | 6 maart 1968      | Vriendschappelijk    | België − West-Duitsland | 1 − 3   |
| 14 | Antwerpen  | 14 juni 1972      | EK 1972              | België − West-Duitsland | 1 − 2   |
| 15 | Rome       | 22 juni 1980      | EK 1980              | België − West-Duitsland | 1 − 2   |
| 16 | München    | 22 september 1982 | Vriendschappelijk    | West-Duitsland − België | 0 − 0   |
| 17 | Brussel    | 29 februari 1984  | Vriendschappelijk    | België − West-Duitsland | 0 − 1   |
| 18 | Hannover   | 1 mei 1991        | EK 1992 kwalificatie | Duitsland − België      | 1 − 0   |
| 19 | Brussel    | 20 november 1991  | EK 1992 kwalificatie | België − Duitsland      | 0 − 1   |
| 20 | Chicago    | 2 juli 1994       | WK 1994              | Duitsland − België      | 3 − 2   |
| 21 | Brussel    | 23 augustus 1995  | Vriendschappelijk    | België − Duitsland      | 1 − 2   |
| 22 | Keulen     | 31 maart 2004     | Vriendschappelijk    | Duitsland − België      | 3 − 0   |
| 23 | Neurenberg | 20 augustus 2008  | Vriendschappelijk    | Duitsland − België      | 2 − 0   |
| 24 | Brussel    | 3 september 2010  | EK 2012 kwalificatie | België − Duitsland      | 0 − 1   |
| 25 | Düsseldorf | 11 oktober 2011   | EK 2012 kwalificatie | Duitsland − België      | 3 − 1   |
| 26 | Keulen     | 28 maart 2023     | Vriendschappelijk    | Duitsland − België      | 2 − 3   |

## Samenvatting
| Competitie        | Totaal gespeeld | Winst België | Gelijk | Winst Duitsland | Doelsaldo België – Duitsland |
| ----------------- | --------------- | ------------ | ------ | --------------- | ---------------------------- |
| WK-eindronde      | 2               | 0            | 0      | 2               | 4 − 8                        |
| EK-eindronde      | 2               | 0            | 0      | 2               | 2 − 4                        |
| EK-kwalificatie   | 4               | 0            | 0      | 4               | 1 − 6                        |
| Vriendschappelijk | 18              | 5            | 1      | 12              | 22 − 42                      |
| Totaal            | 26              | 5            | 1      | 20              | 29 − 60                      |

Wedstrijden bepaald door strafschoppen worden, in lijn met de FIFA, als een gelijkspel gerekend.